# ボヤナ教会

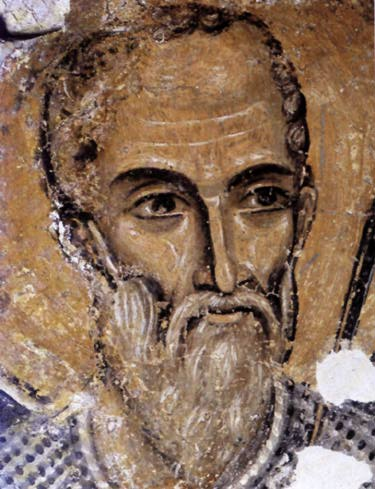
聖ニコラオスのフレスコ画

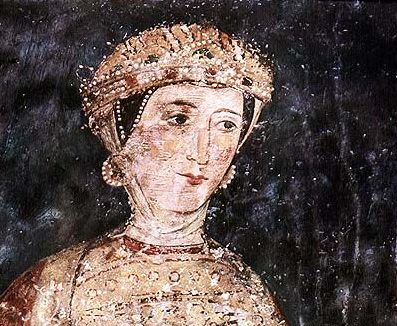
カロヤンの妻デシスラヴァのフレスコ画

ボヤナ教会（Боянска църква, Boyanska tsarkva）は、ブルガリアの首都ソフィア郊外のボヤナ地区に建っているブルガリア正教会の教会堂である。ヴィトシャ山の麓にある。2階建ての教会の東翼は、元々10世紀後半ないし11世紀初頭に建てられたものであり、その後、第2次ブルガリア帝国の下で13世紀に中央棟が加えられた。西翼がさらに拡張され、現存する形が完成したのは19世紀半ばのことであった。それぞれの時代の姿をとどめつつ美しい調和を保っているこの教会は、1979年にユネスコの世界遺産に登録された1979年（ID42）。

## 概要
この教会の世界的な知名度は、主として1259年に遡るフレスコ画に負っている。それらは元来、より早い時期に描かれていたフレスコ画の上に上書きされたものであるが、東ヨーロッパの中世美術のなかでも、最も完全で保存状態の良いものである。それらの壁画は教会の壁面に描かれており、240人の人物像によって89の場面が展開されている。作者は不明であるが、タルノヴォ派（Tarnovo Art School）の流れを汲む人物と考えられている。
拝廊にある18場面は聖ニコラオスの生涯を描いている。ここでは、描き手が同時代の視座で描いているものもある。「海での奇跡」では、船と水夫の帽子がヴェネツィアの艦船を思わせる。また、教会の北壁に描かれたこの教会のパトロンたちの肖像画群は、教会のフレスコ画の中でも最も印象的で真に迫るものである。その肖像画には、貴族カロヤン（Sebastocrator Kaloyan）とその妻デシスラヴァ（Desislava）、あるいはブルガリア皇帝のコンスタンティン1世と皇妃イリーナなどを描いたものがある。
教会には、断片的にしか見られなくなっている11世紀から12世紀に描かれた最初のフレスコ画、1259年から上書きされた二番目の有名なフレスコ画のほか、わずかではあるが、14世紀、16-17世紀、さらには1882年に描かれたフレスコ画なども残っている。
1912年から1915年にかけてオーストリアやブルガリアの専門家によってフレスコ画の修復と浄化が行われ、1934年と1944年にも同様の維持活動が行われた。教会は1979年にユネスコの世界遺産に加えられたが、先んずる1977年からは保全と修復を理由に一般の立ち入りが禁止された。この禁止措置は2000年に解除され、再び一般に開かれるようになった。

## 建築
ボヤナ教会の建造は10世紀後半から11世紀初頭、13世紀半ば、19世紀半ばの3段階に分けることができる。
最古の部分である東翼の教会は、後陣を一つ持つ交差ヴォールト式の小さな教会で、十字架状の支えが作り付けられている。この建造は10世紀後半から11世紀初頭のことであった。
東翼に接合された二番目の区画はカロヤン夫妻の要請で建てられたもので、13世紀半ばのものである。この建物は2階建てで墓所と教会が一体になったものである。1階は家族の墓所となっており、半円筒状のヴォールトを持ち、南北の壁にはそれぞれアルコソリウム（arcosolium）がある。2階は東翼の教会と同一の設計による家族の礼拝堂になっている。外装には陶製の装飾が施されている。
最後に加えられた区画は、19世紀半ばに地元の共同体の寄付によって建てられた。

## フレスコ画

### 第一層
もともとは東翼の教会全体を飾っていたフレスコ画の第一層は、11世紀から12世紀に遡るものである。それらはわずかな断片として、後陣や北壁の下の方、西壁や南のヴォールトの上の方などに、今でも残っている。

### 第二層
中央棟北壁の寄贈者の碑文に拠れば、フレスコ画第一層に上書きされた第二層は1259年に遡る。製作した集団は未詳だが、カロヤンの要請で建てられた中央棟の上下階を装飾したのと同じ集団だったようである。
ボヤナ教会が世界的な知名度を持っているのは、何にもましてこの第二層が中世ブルガリア文化のひとつの到達点を鮮やかに示していることに負っている。ここに描かれた240人を超える登場人物たちは、めいめい異なった個性を示し、心理的な内面や生命力を窺わせるものとなっている。フレスコ画は、787年にニカイアで開催された第七全地公会で確立されたイコンを描く際の規律に従って描かれている。
最古の区画である東翼にあるフレスコ画には、丸天井に描かれた「全能者ハリストス」（Christ Pantocrator）などが含まれている。その下の巻き胴には多くの天使たちが描かれ、隅折上げ（pendentives）には4人の福音書記者、すなわちマルコ、マタイ、ルカ、使徒ヨハネが描かれている。また、アーチの表面は4種のハリストス像で飾られている。
続いて主要な祝日やハリストス受難の場面が描かれており、1階の諸聖人の全身像の中には、10人の戦う聖人（warrior saints）が描かれている。また、聖餐台の丸屋根には大天使たちに囲まれた聖処女（The Virgin Enthroned）が、そしてその下には、4人の教父（聖大ワシリイ、神学者グリゴリイ、金口イオアン、総主教ゲルマヌス）がそれぞれ描かれている。聖餐台脇のフレスコ画には、首輔祭のラウレンティウス、エウプリウス、ステペンと、教会の守護聖人である聖ニコラオスが描かれている。ニコラオスは最も有名な聖人の一人で、水夫、商人、銀行家などの守護聖人である。 
聖ニコラオスの生涯は、中央棟の拝廊の18場面に描かれている。これを手がけた描き手は、それらの情景の中に同時代の諸要素を取り込み、表情をはじめ、非常に写実的に描かれている。拝廊入り口上部の半円壁画には、聖母と幼子、聖アンナ、聖ヨアキム、祝福するハリストスが描かれている。壁の下段には、聖カタリナ、聖マルティナ、聖テオドルス、聖パコミウスが描かれている。
南のアルコソリウムには律法学者と論争するイイスス（イエス）が、北のものには聖母の奉献がそれぞれ描かれている。拝廊には、2人の非常に崇敬されていたブルガリアの聖人、リラの聖ヨハネと聖パラスケヴァも描かれており、ことに前者はこの聖人を描いた現存最古の絵画である。また、そこには修道士たちの中から現れる隠者、シリアのエフレムも描かれている。
また、寄進者であるカロヤン夫妻、ブルガリア皇帝コンスタンティン1世夫妻の生き生きとした肖像画は、卓抜な技術と感性で描かれたもので、ブルガリア史上の人物画としては最古の部類に属する。
今日、「ボヤナの巨匠」（Boyana Master）という名は、タルノヴォ画派のアトリエで技芸を修め、教会を飾り立てた未知の集団を指す名称として用いられる。彼らが手がけたフレスコ画は、欠点のない技術、心理的深層、複雑性、写実主義といった点で、真に傑作と呼ぶにふさわしいものと評価されている。ボヤナ教会は、13世紀以降のタルノヴォ画派の作品としては、全体が残っている唯一にして最高の記念碑といえるのである。
専門の第一人者たちに拠れば、ボヤナ教会のフレスコ画は、その後の中世ブルガリア絵画、ひいてはヨーロッパ絵画の発展において重要な役割を演じたのである。

### 後代のフレスコ画群
教会の中には、さらに後の時代に上塗りされたものもあり、それらの多くが現存している。
後代のフレスコ画には、14世紀に描かれた聖母の奉献（the Presentation of the Virgin）、16世紀から17世紀に描かれた聖ニコラオスの肖像画、1882年に描かれたボヤナ教会の2人の守護聖人聖ニコラオスと聖パンテレイモンなどが含まれている。

## 世界遺産

### 登録基準
この世界遺産は世界遺産登録基準のうち、以下の条件を満たし、登録された（以下の基準は世界遺産センター公表の登録基準からの翻訳、引用である）。
- (2) ある期間を通じてまたはある文化圏において、建築、技術、記念碑的芸術、都市計画、景観デザインの発展に関し、人類の価値の重要な交流を示すもの。
- (3) 現存するまたは消滅した文化的伝統または文明の、唯一のまたは少なくとも稀な証拠。

登録基準に基づく評価内容は以下の通り。
- (2) 建築の観点から見ると、ボヤナ教会は、ドーム屋根、豪華に装飾されたファサード、陶器の装飾を備えたギリシャ十字の平面図を持つ教会の典型的な例である。特に素晴らしい壁画を持つ最も注目すべき中世の建造物の一つである。
- (3) ボヤナ教会は、それぞれ 10 世紀、13 世紀、19 世紀の異なる時期に建てられた 3 つの部分から構成され、均質な全体を構成している。